# People’s Choice Awards 2016
42-я церемония награждения премии People's Choice Awards за заслуги в области кинематографа, телевидения и музыки за 2015 год состоялась 6 января 2016 года в Microsoft Theater в Лос-Анджелесе. Номинанты были объявлены 3 ноября 2015 года. Ведущей церемонии стала Джейн Линч.

## Номинанты и исполнители, и трюки для People’s Choice Awards 2015

### Ведущие
- Джейн Линч

### Исполнители
- Шон Мендес — «Stitches»
- Шон Мендес и Камила Кабелло — «I Know What You Did Last Summer»
- Джейсон Деруло — «Get Ugly», «Want to Want Me»
- Джордан Смит — «You Are So Beautiful»

### Люди, вручавшие награды
| - Мелисса Бенойст - Маим Бялик - Джек Блэк - Бетси Брандт - Приянка Чопра - Крис Д'Елия - Адам Дивайн - Вин Дизель - Натали Дормер - Майк Эппс - Миган Гуд - Кларк Грегг - Колин Хэнкс - Марша Гей Харден - Джошуа Холлоуэй - Кейт Хадсон - Шайенн Джексон | - Раза Джаффри - Дакота Джонсон - Тейлор Кинни - Ниа Лонг - Лиа Мишель - Кристина Милиан - Кунал Найяр - Мелисса Ройч - Джина Родригес - Эбигейл Спенсер - Джон Стэймос - Меган Трейнор - Эмбер Валлетта - Минг-На Вен - Эд Вествик - Элисон Бри - Шемар Мур |

## Список основных номинаций
Победители выделены полужирным начертанием.

### Кино
| Любимый фильм | Любимый боевик |
| --- | --- |
| - «Форсаж 7» - «Мстители: Эра Альтрона» - «Головоломка» - «Мир юрского периода» - «Идеальный голос 2» | - «Форсаж 7» - «Мстители: Эра Альтрона» - «Дивергент, глава 2: Инсургент» - «Мир юрского периода» - «Бегущий в лабиринте: Испытание огнём» |
| Любимый комедийный фильм | Любимый драматический фильм |
| - «Идеальный голос 2» - «Простушка» - «Шпион» - «Третий лишний 2» - «Девушка без комплексов» | - «Марсианин» - «Век Адалин» - «Пятьдесят оттенков серого» - «Дальняя дорога» - «Голос улиц»                                               |
| Любимый киноактёр | Любимая киноактриса |
| - Ченнинг Тейтум - Джонни Депп - Роберт Дауни — младший - Крис Прэтт - Уилл Смит | - Сандра Буллок - Энн Хэтэуэй - Скарлетт Йоханссон - Мелисса Маккарти - Мерил Стрип                                                        |
| Любимый актёр боевиков | Любимый актриса боевиков |
| - Крис Хемсворт - Вин Дизель - Роберт Дауни — младший - Дуэйн Джонсон - Крис Прэтт | - Шейлин Вудли - Эмили Блант - Скарлетт Йоханссон - Мишель Родригес - Шарлиз Терон                                                         |
| Любимый комедийный актёр | Любимая комедийная актриса |
| - Кевин Харт - Джек Блэк - Роберт Де Ниро - Уилл Феррелл - Марк Уолберг | - Мелисса Маккарти - Анна Кендрик - Эми Шумер - София Вергара - Ребел Уилсон                                                               |
| Любимый драматический актёр | Любимая драматическая актриса |
| - Джонни Депп - Джордж Клуни - Мэтт Деймон - Уилл Смит - Ченнинг Тейтум | - Дакота Джонсон - Блейк Лайвли - Дженнифер Лопес - Рэйчел Макадамс - Кейт Уинслет                                                         |
| Любимый триллер | Любимый семейный фильм |
| - «Заложница 3» - «Поклонник» - «Астрал: Глава 3» - «Полтергейст» - «Убрать из друзей» | - «Миньоны» - «Золушка» - «Дом» - «Монстры на каникулах 2» - «Головоломка»                                                                 |
| Любимый голос в анимационном фильме | |
| - Селена Гомез (Мэйвис) - «Монстры на каникулах 2» - Сандра Буллок (Скарлет Оверкилл) - «Миньоны» - Эми Полер (Радость) - «Головоломка» - Рианна (БлагоДАРность, земная девушка-подросток) - «Дом» - Адам Сэндлер (Дракула) - «Монстры на каникулах 2» | |

### Достижения в сети
| Любимая знаменитость в социальных сетях                                                                   | Любимая звезда в социальных сетях |
| --- | --- |
| - Бритни Спирс - Бейонсе - Дуэйн Джонсон - Анна Кендрик - Тейлор Свифт                                    | - Мэтт Беллассай - Камерон Даллас - Фрэнки Гранде - Нэш Гриер - Леле Понс                                                                          |
| Любимая мобильная игра                                                                                    | Любимая видеоигра |
| - «Candy Crush Saga» - «Despicable Me: Minion Rush» - «Fruit Ninja» - «Plants vs. Zombies» - «Temple Run» | - «Super Smash Bros. for Nintendo 3DS and Wii U» - «Batman: Arkham Knight» - «Call of Duty: Advanced Warfare» - «Grand Theft Auto 5» - «Minecraft» |
| Любимая ютуб-звезда                                                                                       | Серьезная популярная награда от The DailyMail.com                                                                                                  |
| - Коннор Франта - Грейс Хелбиг - Дженна Марблс - Миранда Сингс - Тайлер Окли                              | - Мэдди Зиглер - Кара Делевинь - Кайли Дженнер - Белла Торн - Руби Роуз                                                                            |